# The Singles Ward
The Singles Ward es una película del año 2002 de temática SUD, dirigida por Kurt Hale y escrita por Kurt Hale y John E. Moyer. Al igual que películas como The R.M., God's Army o The Errand of Angels, The Singles Ward va especialmente dirigida a un público miembro de La Iglesia de Jesucristo de los Santos de los Últimos Días. Como tal, hace multitud de referencias a las creencias, costumbres y modo de vida de los mormones en Utah (véase el artículo Folclore mormón), que son difícilmente comprendidas por personas no miembros. 
La película fue precedida por la película de 2007 The Singles 2nd Ward.

## Argumento
Después de haber servido una misión de tiempo completo, Jonathan Jordan se encuentra divorciado y de nuevo soltero, cosa que le afecta ya que unos de los objetivos de la Iglesia es el matrimonio eterno. Decepcionado, Jordan poco a poco deja de asistir a las reuniones de la Iglesia y a las actividades de los adultos solteros. Tanto fue su desencanto que incluso trabaja como comediante de stand-up satirizando las costumbres de los mormones, hasta que conoce a Cammie Giles, una miembro de un barrio de solteros. De repente, Jordan se anima a volver a las reuniones y a las actividades, pero el dilema está en si ha vuelto porque de verdad lo siente o solo por interés.
El lema de la película es: "El camino del matrimonio eterno nunca ha sido tan largo"

## Reparto
- Will Swenson como Jonathan Jordan.
- Connie Young como Cammie Giles.
- Daryn Tufts como Eldon.
- Kirby Heyborne como Dallen Martin.
- Michael Birkeland como Hyrum.
- Robert Swenson como Zak Aldridge.
- Lincoln Hoppe como DeVerl.
- Tarance Edwards como Troy.
- Michelle Ainge como Allyson.
- Gretchen Whalley como Stacie.
- Sedra Santos como Laura.
- Wally Joyner como Hermano Angel.

## Banda sonora

### Lista de canciones
- "The Church of Jesus Christ"
- "Come, Come Ye Saints"
- "There is Sunshine in My Soul Today"
- "Do What is Right"
- "Popcorn Popping"
- "Book of Mormon Stories"
- "In Our Lovely Deseret"
- "Keep the Commandments"
- "I Feel My Savior's Love"
- "We Are All Enlisted"
- "Battle Hymn of the Republic"
- "Let Us All Press On"
- "When Grandpa Comes"
- "God Be With You Till We Meet Again"